# Zelt der Religionen

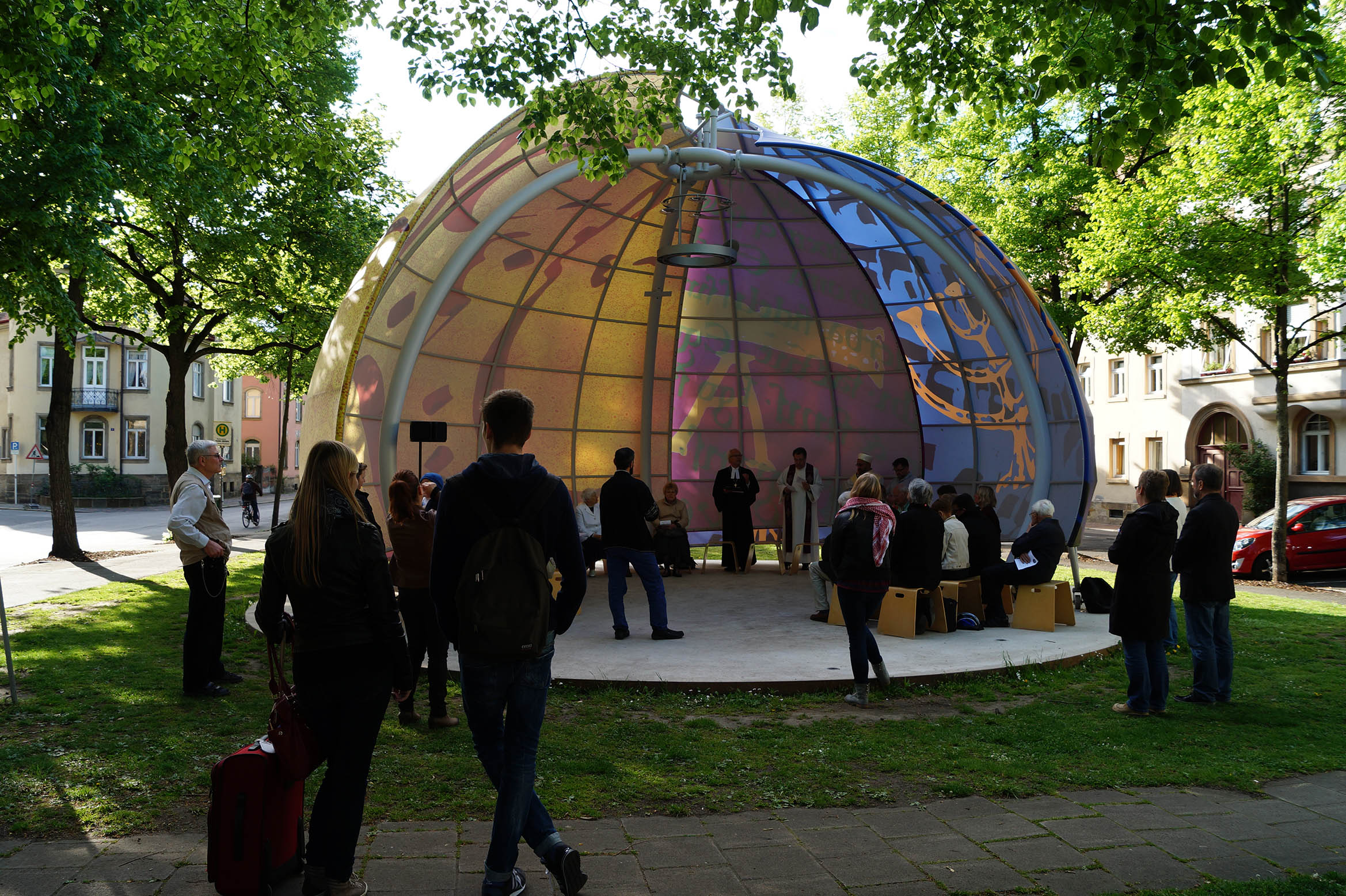
Multireligiöses Gebet zur Woche der Brüderlichkeit 2015

Das Zelt der Religionen ist eine interreligiöse Begegnungsstätte für Juden, Christen und Muslime in Form eines Zeltes, das sich auf dem Markusplatz in Bamberg befindet. Es bildete den Mittelpunkt des „GottesGartens der Religionen“ auf der Landesgartenschau 2012 in Bamberg und war eine der Hauptattraktionen. 2014 wurde es im Einvernehmen mit der Stadt Bamberg auf dem Markusplatz vor dem Gebäude der Fakultät für Humanwissenschaften der Universität Bamberg wieder aufgestellt und dient seither als Stätte für interreligiöse Veranstaltungen der drei monotheistischen Religionen.

## Das Zelt

### Gemeinsamer Identifikationsraum
Gläubige unterschiedlicher Religionen begegnen sich im Zelt der Religionen nicht als „Gäste“ in der Kirche, Moschee, Synagoge oder gar auf „neutralem“ Boden. Das Zelt der Religionen bildet vielmehr auf gleichberechtigter Ebene einen gemeinsamen Identifikationsraum.
Dabei handelt es sich nicht um ein festes Gebäude, sondern um eine künstlerisch und in ihrer anspruchsvollen Konstruktion durchdachte Raumschale. So stellt das Zelt den konstanten Rahmen für interreligiöse Begegnungen sowie multireligiöse Feiern und soll dadurch mithelfen, dass sich ein gutes Miteinander der Religionsgemeinschaften zum Normalfall in der Gesellschaft entwickelt. Aber auch Gebete und Gottesdienste, die von einer der drei Religionen ausgerichtet werden, finden im „Zelt der Religionen“ in der steten und bewusst gemachten Gegenwart der Anderen statt.

### Nomadische Tradition
Die drei monotheistischen Religionen Judentum, Christentum und Islam besitzen nomadische Wurzeln. Wichtigste Behausung der Nomaden ist bis heute das Zelt, in dem man Freunden und Fremden Gastfreundschaft gewährt. Freunden und Fremden zu begegnen und sich gegenseitig Gastfreundschaft zu gewähren ist daher auch der Leitgedanke für das Zelt der Religionen.

### Künstlerische Gestaltung und Ausführung
Das Zelt wurde aus einem Metallgestell und einer speziellen Plane errichtet. So entstanden drei gleiche Knospenblätter, die zusammen die Form einer Knospe ergeben. Jedes Blatt steht dabei für eine der drei Religionen. Für den künstlerischen Entwurf des Zeltes der Begegnung sorgten die beiden Bamberger Grafiker Bernhard Kümmelmann und Christine Kaufmann (bureau visuel). Die architektonische und technische Umsetzung erfolgte durch KTA Kiefer, und für die konstruktive Realisierung war die Fa. Prebeck verantwortlich.

#### Die jüdische Seite

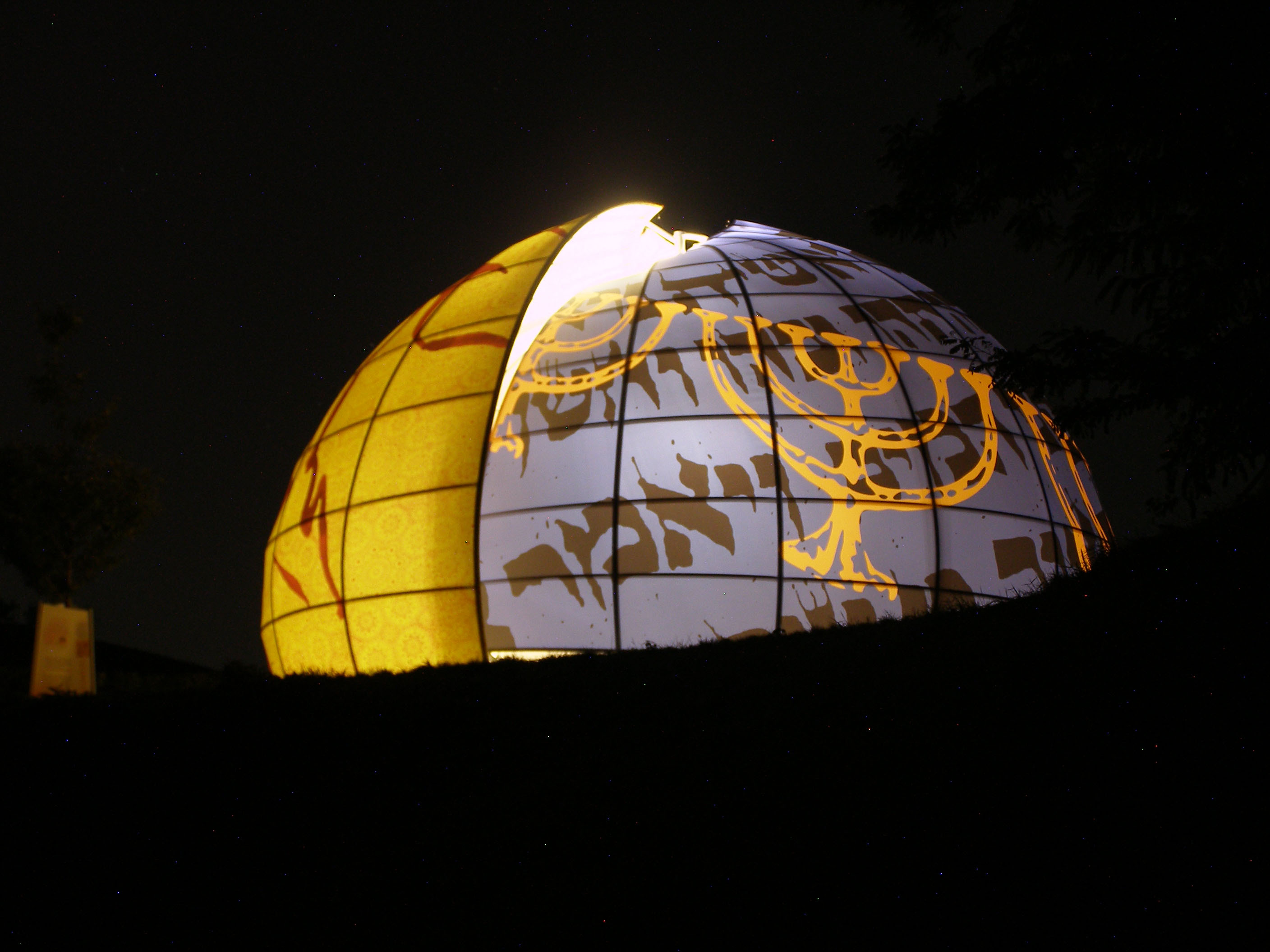
„Knospenblatt“ der jüdischen Seite

Das „Knospenblatt“ für das Judentum zeigt in hebräischer Schrift auf dunkelblauem Grund den Anfang der Schöpfungsgeschichte aus dem Buch 1. Buch Mose: „Am Anfang schuf Gott den Himmel und die Erde …“ Im Vordergrund steht ein goldener, siebenarmiger Leuchter: die Menora. Die Menora, ein Leuchter in Baumform, wird bereits im Zusammenhang mit den Zehn Geboten und der Errichtung des Stiftszeltes im 2. Buch Mose in der Tora erwähnt. Sie war ein kultischer Gegenstand im Jerusalemer Tempel und ist auch nach der Zerstörung des Tempels im Jahre 70 n. Chr. ein Symbol für das Judentum geblieben.

#### Die christliche Seite

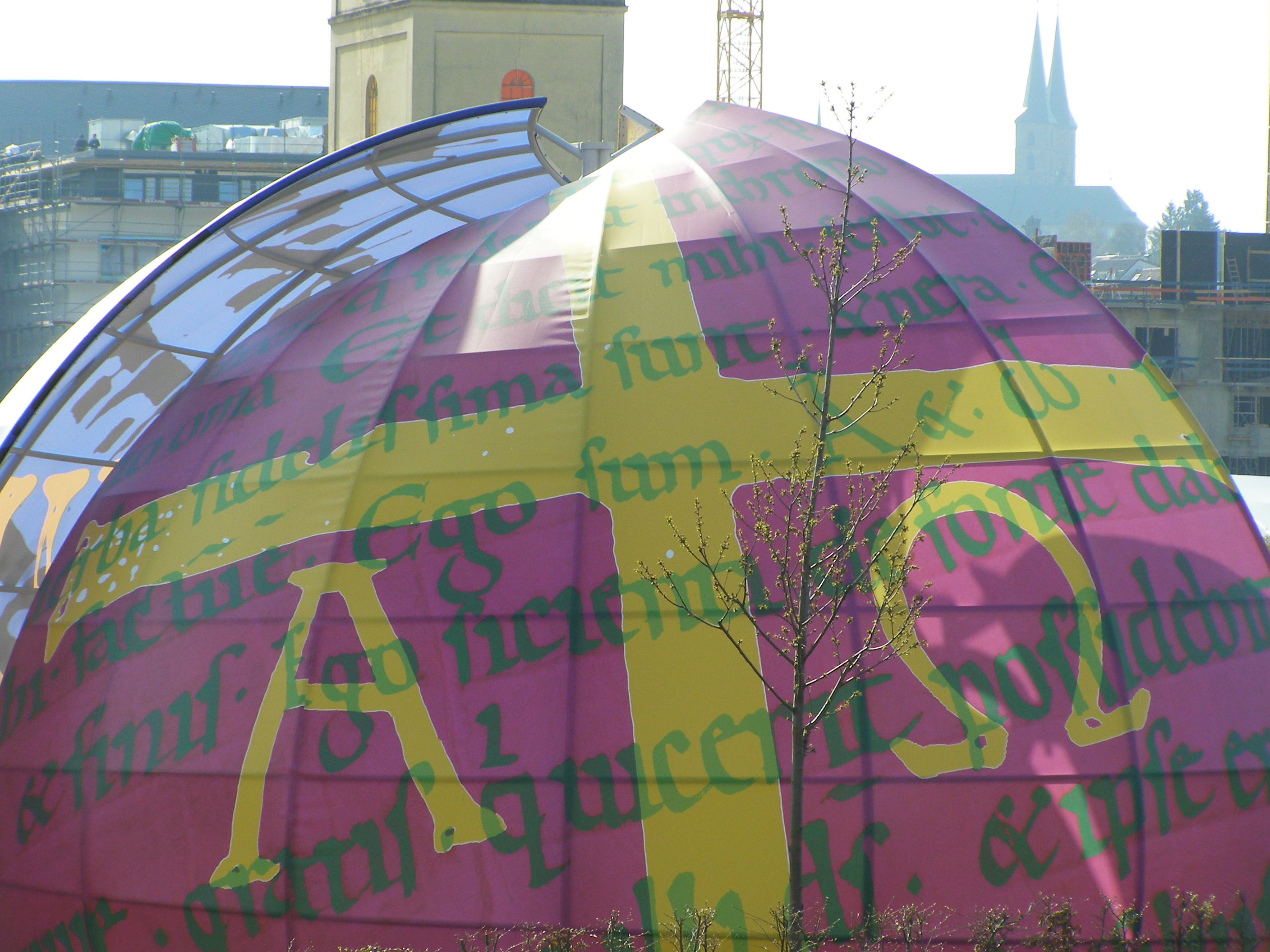
„Knospenblatt“ der christlichen Seite

Das „Knospenblatt“, das für die Christen steht, zeigt auf purpurrotem Hintergrund einen Auszug aus der Bamberger Apokalypse, einer um das Jahr 1000 entstandenen Handschrift. Inhalt ist die Offenbarung des Johannes. Die lateinische Handschrift wurde im Skriptorium des Klosters Reichenau angefertigt und war ein Geschenk Kaiser Heinrichs II. und seiner Gemahlin Kunigunde an das Stift St. Stephan in Bamberg. Über dem Text leuchtet ein Kreuz auf, das gemeinsame Symbol aller christlichen Konfessionen. Es steht für die Erlösung durch Jesus Christus. Die griechischen Buchstaben Alpha und Omega verweisen auf Christus, den Anfang und die Vollendung der Schöpfung.

#### Die islamische Seite

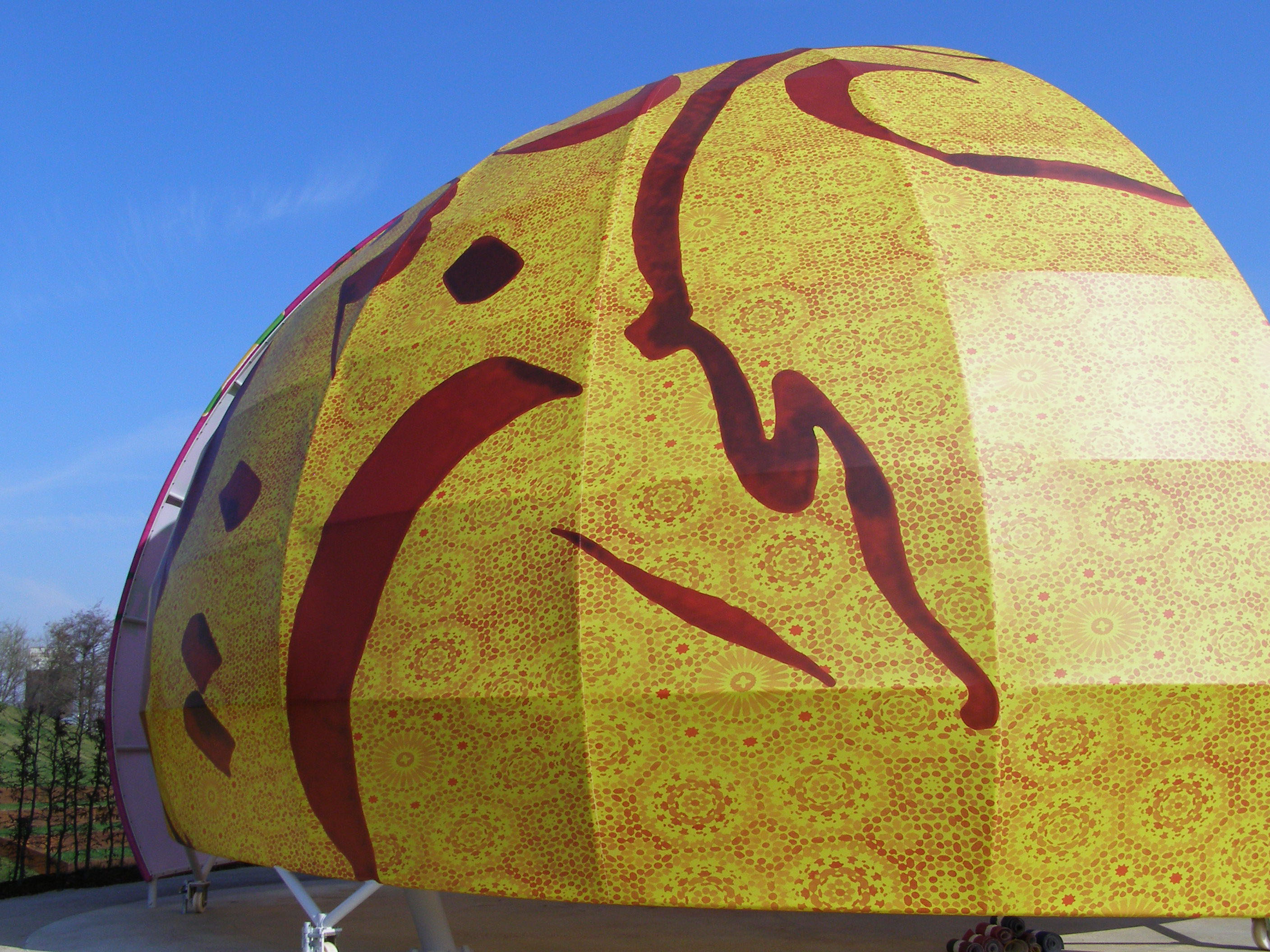
„Knospenblatt“ der islamischen Seite

Für den Islam steht ein in arabischer Kalligraphie geschriebener Satz des Propheten Mohammed: „Allah ist schön und liebt das Schöne!“ Der goldgelbe Hintergrund weckt Assoziationen zu den goldenen Kuppeln der Moscheen. Wegen des strengen Bilderverbots im Islam dient ausschließlich Kalligraphie als Schmuckelement.

#### Gemeinsamkeiten der drei Knospenblätter
Die drei „Knospenblätter“ des Zeltes der Religionen greifen ineinander. Sie stellen jeweils einen Bezug zur Schöpfung her und erinnern daran, dass Islam, Judentum und Christentum Buchreligionen sind, d. h. eine heilige Schrift als Grundlage ihres Glaubens besitzen: den Koran, die Tora sowie die christliche Bibel. Die Verbindung der drei Blätter zu einem Zelt soll ein sichtbares Zeichen dafür sein, dass in Bamberg interreligiöse Begegnung stattfindet und dass friedliches und konstruktives Miteinander möglich ist.

## Entstehungsgeschichte

### GottesGarten auf der Landesgartenschau 2012 in Bamberg
Auf Initiative des damaligen Gaustadter Pfarrers Matthias Wünsche (kath.) und seines Amtsbruders Winfried Geyer (ev.-luth.) plante eine ökumenische Projektgruppe des Erzbistums Bamberg und des Evang.-Luth. Dekanats Bamberg seit April 2008 unter dem Arbeitstitel „Paradiesgarten“ einen Beitrag der beiden Konfessionen zur Landesgartenschau 2012 in Bamberg.
Bereits bei ihrem ersten Treffen votierten die zunächst nur christlichen Teilnehmer dafür, dieses Projekt als multireligiöses Unterfangen gemeinsam mit den Juden und Muslimen in Bamberg zu gestalten, da in allen diesen drei monotheistischen Religionen Aussagen über ein Paradies gemacht werden. Muslime und Juden aus den Bamberger Gemeinden folgten ihrer Einladung, sodass schon ab dem zweiten Treffen Repräsentanten aller in Bamberg beheimateten monotheistischen Religionen an einem Tisch saßen. Mit diesem Schritt wurde erstmals in der Geschichte der Landesgartenschauen ein gemeinsames Projekt dreier Religionen ins Leben gerufen: Katholische und evangelische Kirche, die Israelitische Kultusgemeinde und die türkisch-islamische Gemeinde Bambergs, die bereits seit 2007 im „Bamberger Bündnis gegen Rechtsextremismus“ miteinander an einem Tisch sitzen, präsentierten sich nun im „GottesGarten der Religionen“ und luden die Besucher der Landesgartenschau ein „das Paradies zu berühren“.

#### Paradiesgedanke als theologisches Leitmotiv
Der Name „GottesGarten“ verwies vor allem auf das Paradies als Garten Gottes („Garten Eden“ in den ersten Büchern des Alten Testaments, die Juden und Christen gemeinsam sind, und auf das im Koran an vielen Stellen beschriebene Paradies und die reiche Tradition von Gärten in der arabischen Kultur). Daneben enthielt der gewählte Name einen Anklang an den „Gottesgarten am Obermain“ (die Landschaft zwischen Vierzehnheiligen und Kloster Banz, Bad Staffelstein und Lichtenfels).
Im Sinne der alten Vorstellung des Paradieses als eines bewässerten Gartens lag der GottesGarten der Religionen am Ufer des neu geschaffenen Fischpasses. Auf Wunsch der Initiatoren des GottesGartens wurden an dieser Stelle drei künstliche Inseln angelegt, sodass der Fischpass in vier Wasserläufe geteilt wurde und so die vier Ströme des Paradieses nachbildete (siehe 1. Buch Mose [=Genesis] 2,10-14; vgl. dazu im Neuen Testament das Buch der Offenbarung [=Apokalypse] 22,1 und im Koran die Sure 47,15). In der Mitte des GottesGartens öffnete sich das Zelt der Begegnung für die Gäste der Landesgartenschau. Daneben lud ein „Ort der Stille“ ein zur Ruhe zu kommen und sich mit Gebeten und Texten der Religionen zu befassen.
Mit Wasser als zentralem Element für die Ermöglichung von Leben in der Wüste, mit der Möglichkeit Ruhe und Stille zu erfahren und dem Begegnungszelt als Mittelpunkt und Ort der Gastfreundschaft wurden die gemeinsamen nomadischen Wurzeln mit ihren bis heute wesentlichen Elementen der drei aus dem Vorderen Orient stammenden Religionen sinnenhaft erfahrbar.

#### Eröffnung

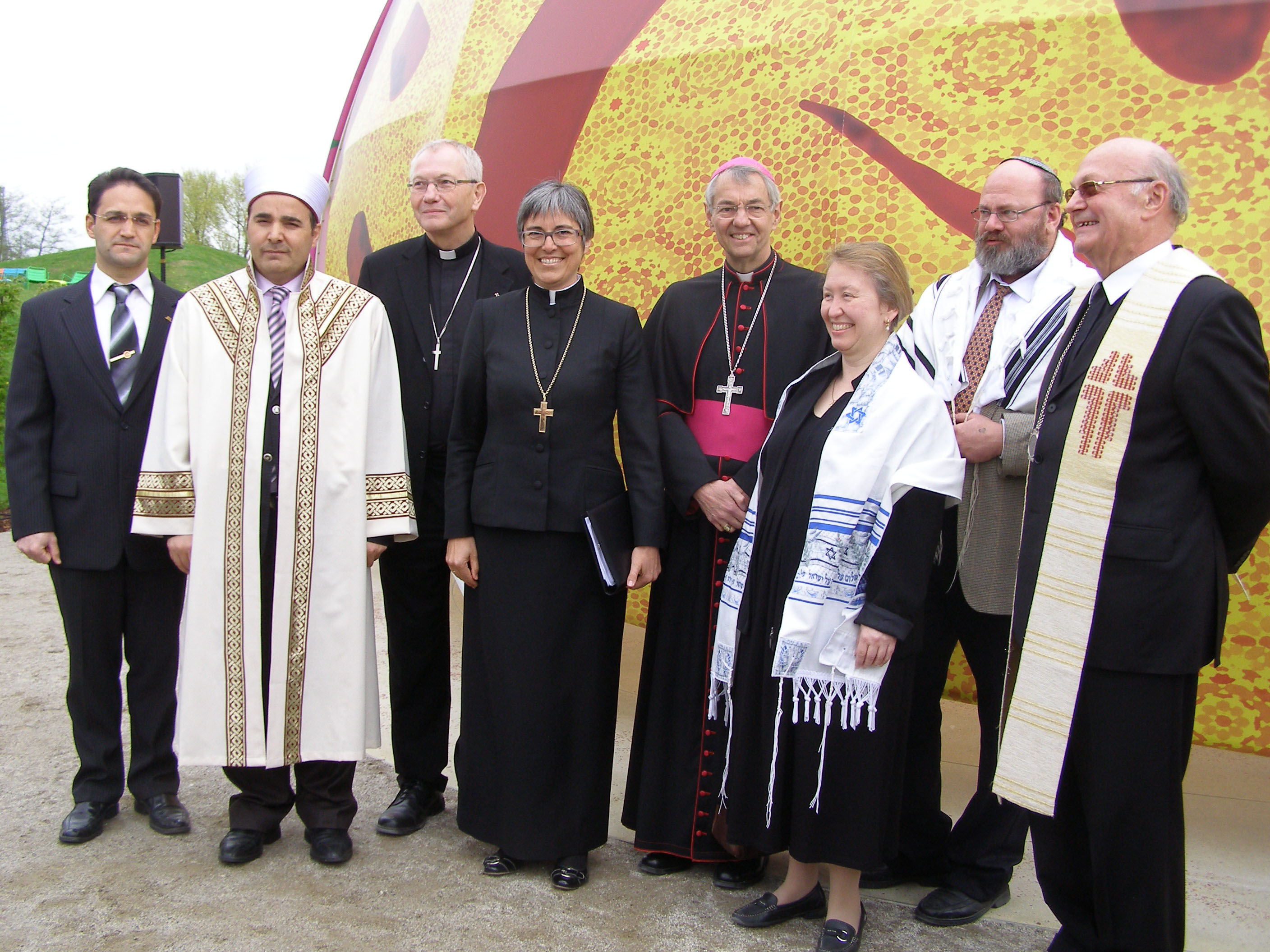
Eröffnungsfeier am 26. April 2012

Zugleich mit der Landesgartenschau wurde das Zelt der Begegnung am 26. April 2012 durch eine multireligiöse Feier mit Religionsattaché Cafer Acar, Imam Ihsan Uçar, Dekan Otfried Sperl, Regionalbischöfin Dorothea Greiner, Erzbischof Ludwig Schick, Rabbinerin Yael-Antje Deusel, Chasan Arieh Rudolph und Regionaldekan Gerhard Förch eröffnet. Als prominenter Gast wohnte der Bayerische Ministerpräsident Horst Seehofer der Feier bei.

#### Wichtigste Veranstaltungen
Im Zentrum des Projekts „GottesGarten“ stand das Zelt der Begegnung, in dem bis zum 7. Oktober annähernd 600 Veranstaltungen stattfanden, unter denen multireligiöse Gebete, Diskussionsforen und Dialogveranstaltungen in besonderer Weise dem gegenseitigen Kennenlernen, der Verständigung und dem Toleranzgedanken verpflichtet waren.

### Zeit nach der Landesgartenschau
Mit Ende der Landesgartenschau wurde das ERBA-Gelände der Öffentlichkeit wieder uneingeschränkt zugänglich gemacht. Alle Gebäude mussten zurückgebaut werden, sodass das Begegnungszelt zunächst in einer Lagerhalle aufbewahrt wurde.

### Wiederaufstellung als „Zelt der Religionen“
Um die von vielen Besuchern und Beteiligten der Landesgartenschau gewünschte Wiederaufstellung des „Zelts der Religionen“ zu ermöglichen, fand am 28. Januar 2013 in den Räumen der Evangelischen Studierendengemeinde am Markusplatz die Gründungsversammlung des gemeinnützigen Fördervereins „Zelt der Religionen e.V.“ statt. Ziel des Vereins ist die Förderung der interreligiösen und interkulturellen Begegnungen in Bamberg. Dazu wurde mit Förderung und Unterstützung durch die Stadt Bamberg und die Oberfrankenstiftung und mit privaten Spenden das Zelt erneut errichtet und seither durch Veranstaltungen im Geist des Dialogs und der Brüderlichkeit zwischen den drei monotheistischen Religionen mit Leben erfüllt.
Mit der offiziellen multireligiösen Einweihungsfeier am 22. Juni 2014, die zugleich eine Erinnerungsfeier für den verstorbenen Vorsitzenden der israelitischen Kultusgemeinde in Bamberg, Heinrich Olmer, bildete, wurde das Zelt seiner neuen Bestimmung übergeben. Da das Zelt im Freien steht, erstreckt sich die reguläre Veranstaltungssaison von April bis Oktober.

### Ort multireligiöser Veranstaltungen
Seit der Wiederaufstellung finden im Zelt der Religionen regelmäßige multireligiöse Veranstaltungen statt (Friedensbitten, Vortrags- und Dialogveranstaltungen und Veranstaltungen der beteiligten Religionsgemeinschaften wie z. B. das Fastenbrechen der Türkisch-Muslimischen Moscheegemeinde Bamberg am Ende des Monats Ramadan).

### Bürgerpreis 2017 des Bayerischen Landtags
Am 19. Oktober 2017 erhielt der Förderverein Zelt der Religionen e.V. den Bürgerpreis des Bayerischen Landtags (2. Preis) durch Landtagspräsidentin Barbara Stamm verliehen, der unter dem Motto stand: „Mein Glaube. Dein Glaube. Kein Glaube. – Unser Land! Bürgerschaftliches Engagement und weltanschaulicher Diskurs für eine Gesellschaft des Respekts und der Verständigung“.